# Pavličina
Pavličina (em cirílico: Павличина) é uma vila da Sérvia localizada no município de Crna Trava, pertencente ao distrito de Jablanica, na região de Vlasina. A sua população era de 10 habitantes segundo o censo de 2002.

## Demografia
| 1948 | 1953 | 1961 | 1971 | 1981 | 1991 | 2002 | 2011 |
| ---- | ---- | ---- | ---- | ---- | ---- | ---- | ---- |
| 402  | 464  | 473  | 295  | 134  | 70   | 40   | 10   |